# セントルシアの世界遺産
セントルシアの世界遺産 （セントルシアのせかいいさん）はユネスコの世界遺産に登録されているセントルシア国内の文化・自然遺産。
※この項目はウィキプロジェクト 世界遺産に準じて作成されています

## 文化遺産
なし

## 自然遺産
- ピトン管理地域 - (2004年)

## 複合遺産
なし